# دنیا رو به هم بریز
«دنیا رو به هم بریز» (انگلیسی: Fxck Up the World، همچنین با نام «FUTW» نیز شناخته می‌شود) ترانه‌ای از رپر و خواننده تایلندی لیسا با همکاری رپر آمریکایی فیوچر است. این ترانه در ۲۸ فوریه ۲۰۲۵ از طریق لود و آرسی‌ای رکوردز به عنوان پنجمین تک‌آهنگ از نخستین آلبوم استودیویی لیسا، به نام خود دیگر (۲۰۲۵) منتشر شد. «ورژن ویکسی سولو» بدون فیوچر نیز در این آلبوم گنجانده شده و موزیک ویدئویی برای آن ساخته شده است.

## جدول‌های موسیقی
| جدول (۲۰۲۵)                                         | بالاترین جایگاه |
| --------------------------------------------------- | --------------- |
| کانادا (۱۰۰ تک‌آهنگ داغ کانادا)                      | ۸۵              |
| ۲۰۰ آهنگ جهانی (بیلبورد)                            | ۲۵              |
| مالزی (آی‌اف‌پی‌آی)                                    | ۱۸              |
| تک‌آهنگ‌های داغ نیوزیلند (آرام‌ان‌زی)                   | ۴               |
| فیلیپین (فیلیپین هات ۱۰۰)                           | ۳۲              |
| سنگاپور (آرآی‌ای‌اس)                                  | ۱۲              |
| دانلود کره جنوبی (سرکل)                             | ۶۲              |
| تایلند (آی‌اف‌پی‌آی)                                   | ۲               |
| دانلود تک‌آهنگ‌های بریتانیا (اوسی‌سی)                  | ۹۶              |
| ایالات متحده فوران‌کننده زیر ۱۰۰ آهنگ داغ (بیلبورد)  | ۶               |
| ترانه‌های داغ آراندبی/هیپ-هاپ ایالات متحده (بیلبورد) | ۳۶              |

## تاریخچه انتشار
| منطقه | تاریخ         | فرمت                  | ناشر       | منابع  |
| ----- | ------------- | --------------------- | ---------- | ------ |
| مختلف | ۲۸ فوریه ۲۰۲۵ | دانلود دیجیتال استریم | لود آرسی‌ای | [ ۱۲ ] |